# Indicatif régional 717

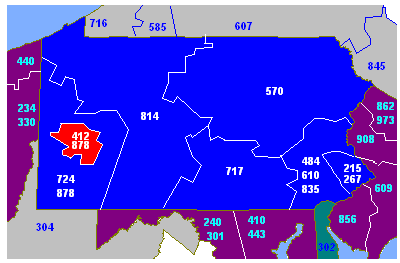
Carte de l'État de Pennsylvanie (en bleu et rouge) avec les territoires de ses indicatifs régionaux. Le territoire de l'indicatif régional 717 se trouve au centre-sud de l'État.

L'indicatif régional 717 est l'un des multiples indicatifs téléphoniques régionaux de l'État de Pennsylvanie aux États-Unis.
Cet indicatif dessert la région métropolitaine de Harrisburg-Lancaster-York.
La carte ci-contre indique le territoire couvert par l'indicatif 717.
L'indicatif régional 717 fait partie du Plan de numérotation nord-américain.

## Comtés desservis par l'indicatif
- Adams
- Berks - partiellement
- Chester - partiellement
- Cumberland
- Dauphin
- Franklin
- Fulton - partiellement
- Huntingdon - partiellement
- Juniata
- Lancaster - partiellement
- Lebanon - partiellement
- Mifflin - partiellement
- Perry
- Schuylkill - partiellement
- Snyder - partiellement
- York